# جون هولم (لاعب جمباز فني)
جون هولم (بالدنماركية: Knud Holm)‏ هو لاعب جمباز فني دنماركي، ولد في 2 يناير 1887 في كوبنهاغن في الدنمارك، وتوفي بنفس المكان في 28 مايو 1972.

## وصلات خارجية
- جون هولم على موقع أوليمبيديا (الإنجليزية)